# Коларівська сільська територіальна громада
Коларівська сільська територіальна громада — територіальна громада в Україні, в Бердянському районі Запорізької області. Адміністративний центр — село Софіївка. Не зважаючи на перейменування адміністративного центру, територіальна громада не була перейменована, оскільки наразі відсутні правові підстави і механізми для перейменування територіальних громад.
Площа громади — 418,635 км², населення — 5801 особа (2019).
Утворена 12 червня 2020 року шляхом об'єднання Гюнівської, Зеленівської, Єлизаветівської, Єлисеївської, Коларівської та Юр'ївської сільських рад Приморського району.

## Населені пункти
У складі громади два селища (Єлизаветівка, Нельгівка) і дев'ять сіл:
- Софіївка
- Гюнівка
- Єлизаветівка
- Єлисеївка
- Зеленівка
- Нельгівка
- Підгірне
- Радолівка
- Юр'ївка